# Torre Einstein
A Torre Einstein é um observatório astrofísico localizado no Albert Einstein Science Park ou Parque científico Albert Einstein em Potsdam, Alemanha desenhado pelo arquiteto Erich Mendelsohn. Foi construída pelo astrônomo Erwin Finlay-Freundlich para auxiliar experimentos e observações que validariam a teoria da relatividade de Einstein. A construção foi projetada por volta de 1917, construída de 1920 até 1921 após arrecadamento de fundos e passou a funcionar em 1924. Ainda hoje, é um observátorio solar em atividade e integra o Instituto de Astrofísica de Potsdam. A luz do telescópio é conduzida por uma coluna até o local onde os instrumentos e o laboratório estão localizados.
Este foi um dos primeiros projetos de grande importância de Mendelsohn e é a sua construção mais conhecida, completada quando o então jovem Richard Neutra fazia parte de sua equipe.
O exterior foi, originalmente, construído em concreto, mas, devido a dificuldades na obra, boa parte dele foi acabado em tijolo coberto com estuque. Passou por uma reforma completa, em 1999, pelo seu 75º aniversário, a fim de corrigir problemas relativos à umidade e decadência. É, muitas vezes, citada como uma das poucas referências da arquitetura expressionista.

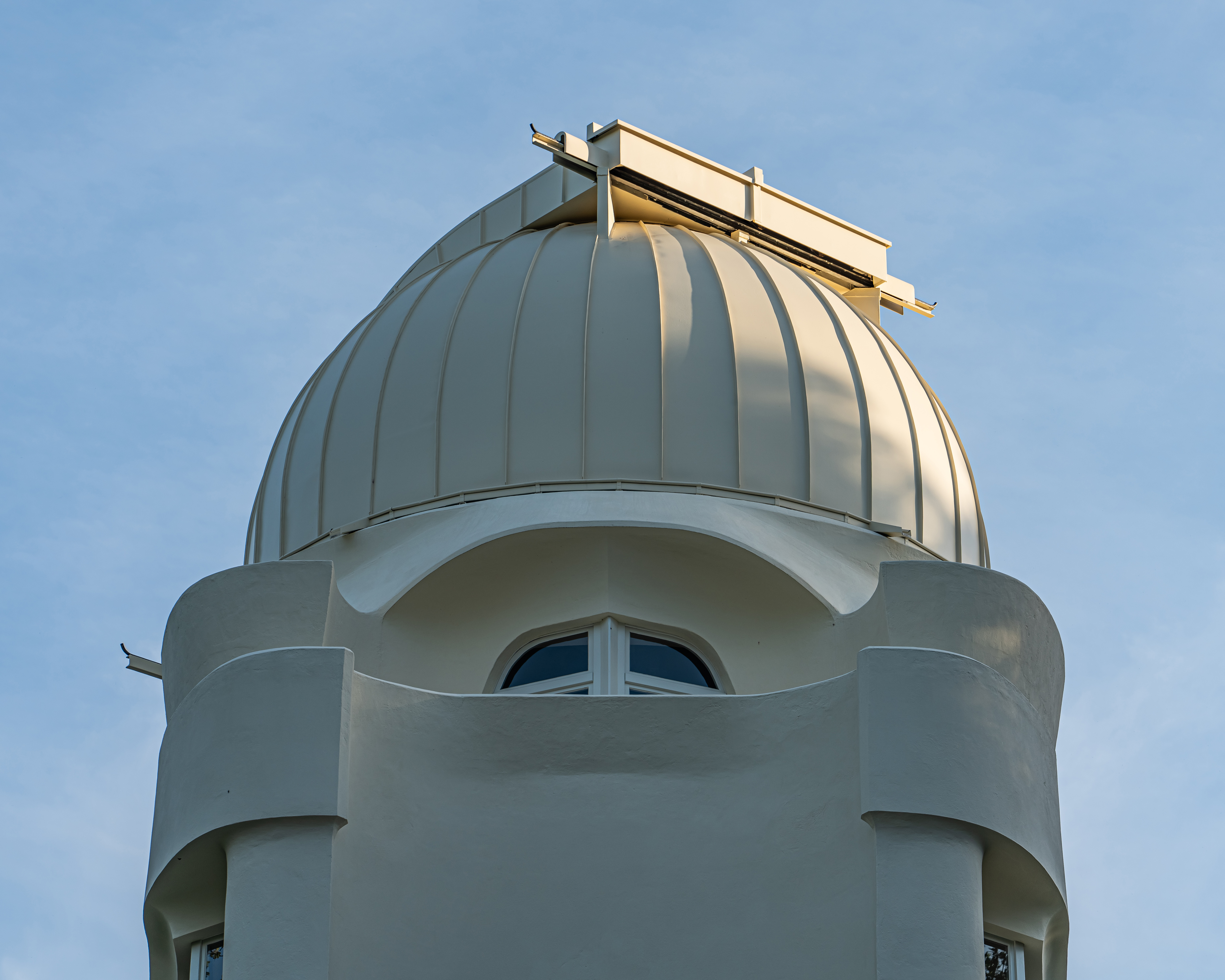
Segunda visão da torre.

Mendelsohn acompanhou Einstein num longo passeio por toda estrutura, esperando por algum sinal de aprovação. O desenho, lógico e perfeitamente adequado à sua proposta, sobressaía-se como uma "espaçonave desajeitada" nos subúrbios de Potsdam. Einstein não disse nada até horas depois, durante um encontro com o comitê da construção, quando ele a definiu com uma palavra: "Orgânica". O próprio Mendelsohn disse que a desenhou a partir de um desejo desconhecido, deixando isso emergir da "mística em torno do universo de Einstein".